# كولن جاكسون
كولن جاكسون (بالإنجليزية: Colin Ray Jackson) مواليد 18 فبراير 1967 في كارديف، هو عداء ويلزي متخصص في 110 متر حواجز. شارك في دورة الألعاب الأولمبية. فاز بجائزة أفضل لاعب قوى في أوروبا.

## الميداليات
| الميدالية | المسابقة                                    |
| --------- | ------------------------------------------- |
| فضية      | الألعاب الأولمبية الصيفية 1988              |
| ذهبية     | بطولة العالم لألعاب القوى 1993              |
| ذهبية     | بطولة العالم لألعاب القوى 1999              |
| فضية      | بطولة العالم لألعاب القوى 1993              |
| فضية      | بطولة العالم لألعاب القوى 1997              |
| برونزية   | بطولة العالم لألعاب القوى 1987              |
| ذهبية     | بطولة العالم لألعاب القوى داخل الصالات 1999 |
| فضية      | بطولة العالم لألعاب القوى داخل الصالات 1989 |
| فضية      | بطولة العالم لألعاب القوى داخل الصالات 1993 |
| فضية      | بطولة العالم لألعاب القوى داخل الصالات 1997 |
| ذهبية     | بطولة أوروبا لألعاب القوى 1990              |
| ذهبية     | بطولة أوروبا لألعاب القوى 1994              |
| ذهبية     | بطولة أوروبا لألعاب القوى 1998              |
| ذهبية     | بطولة أوروبا لألعاب القوى 2002              |
| ذهبية     | بطولة أوروبا لألعاب القوى داخل الصالات 1989 |
| ذهبية     | بطولة أوروبا لألعاب القوى داخل الصالات 1994 |
| ذهبية     | بطولة أوروبا لألعاب القوى داخل الصالات 1994 |
| ذهبية     | دورة ألعاب الكومنولث 1990                   |
| ذهبية     | دورة ألعاب الكومنولث 1994                   |
| فضية      | دورة ألعاب الكومنولث 1986                   |
| فضية      | دورة ألعاب الكومنولث 2002                   |

## روابط خارجية
- كولن جاكسون على موقع الاتحاد الدولي لألعاب القوى (الإنجليزية)
- كولن جاكسون على موقع ThePowerOf10.info (الإنجليزية)
- كولن جاكسون على موقع اللجنة الأولمبية الدولية (الإنجليزية)
- كولن جاكسون على موقع أوليمبيديا (الإنجليزية)
- كولن جاكسون على موقع اللجنة الأولمبية البريطانية (الإنجليزية)
- كولن جاكسون على موقع اتحاد ألعاب الكومنولث (مؤرشف) (الإنجليزية)